# 김종우
김종우(金鍾佑, 1993년 10월 1일 ~ )는 대한민국의 축구 선수로 포지션은 중앙 미드필더, 공격형 미드필더이며 현재 K리그1 포항 스틸러스 소속이다.

## 클럽 경력
선문대학교 축구부를 거쳐 2015년 K리그 클래식 수원 삼성 블루윙즈에 우선지명으로 입단하였다.
이후 시즌을 앞두고 K리그 챌린지 수원 FC에 임대되었다. 3월 28일에 열린 안산 경찰청과의 리그 경기에서 데뷔전을 치렀다.
그 후 성공적인 임대를 거치고 2016년 K리그 클래식 수원 삼성 블루윙즈로 복귀하였다.
2020 시즌을 끝으로 수원에서 퇴단한 후 K리그1의 광주 FC로 이적하였다.

## 가족 관계
- 김종우의 동생은 김포 FC 소속 김종석이다.

## 수상

### 클럽
수원 삼성 블루윙즈
- FA컵 : 우승 2회 (2016, 2019)

포항 스틸러스
- 코리아컵 : 우승 2회 (2023, 2024)

### 개인
- 하나은행 FA컵 2023 대회 최우수 선수 (MVP)